# Jenaer Maler

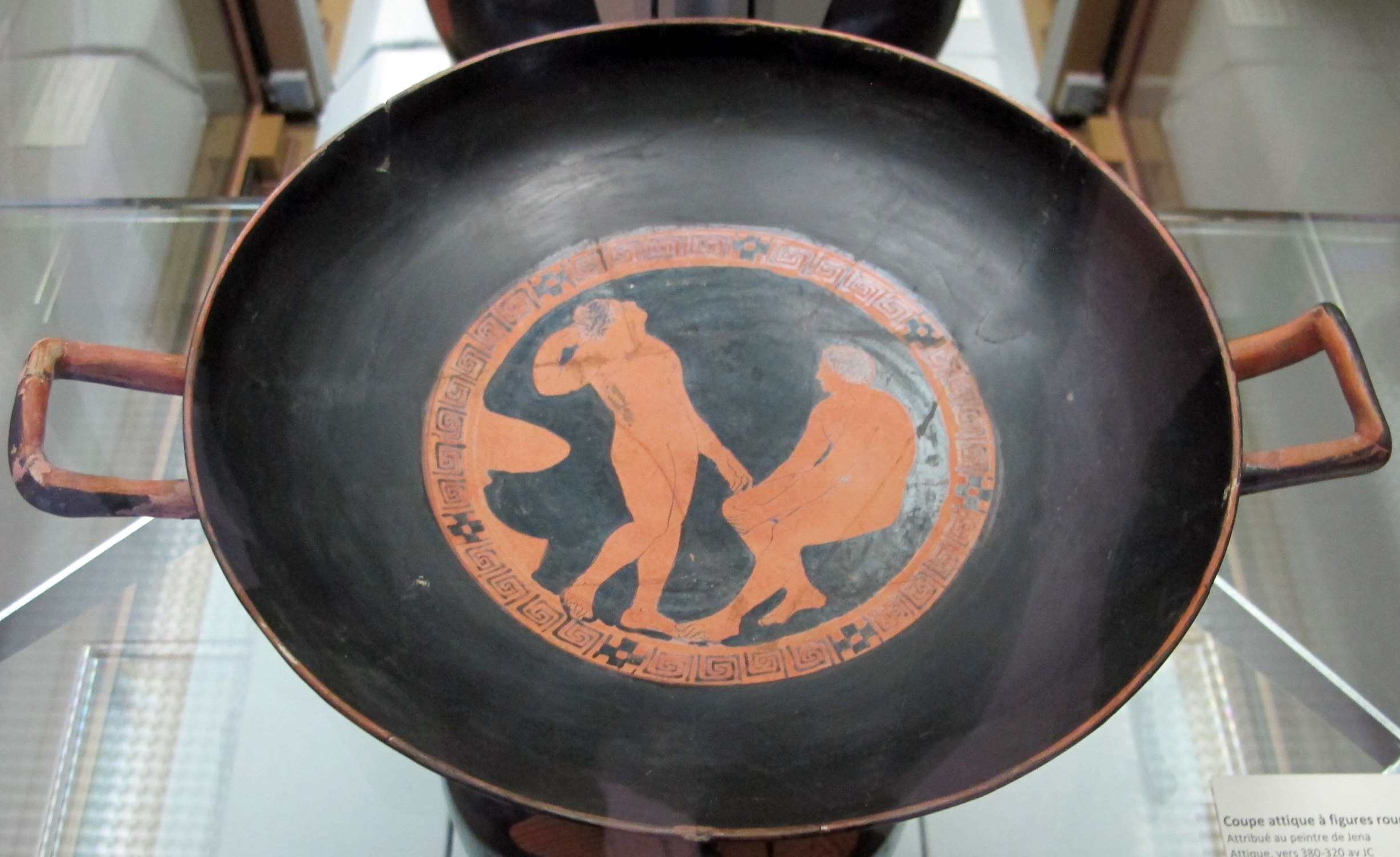
Peleus und Atalante, Schale, um 390 v. Chr.

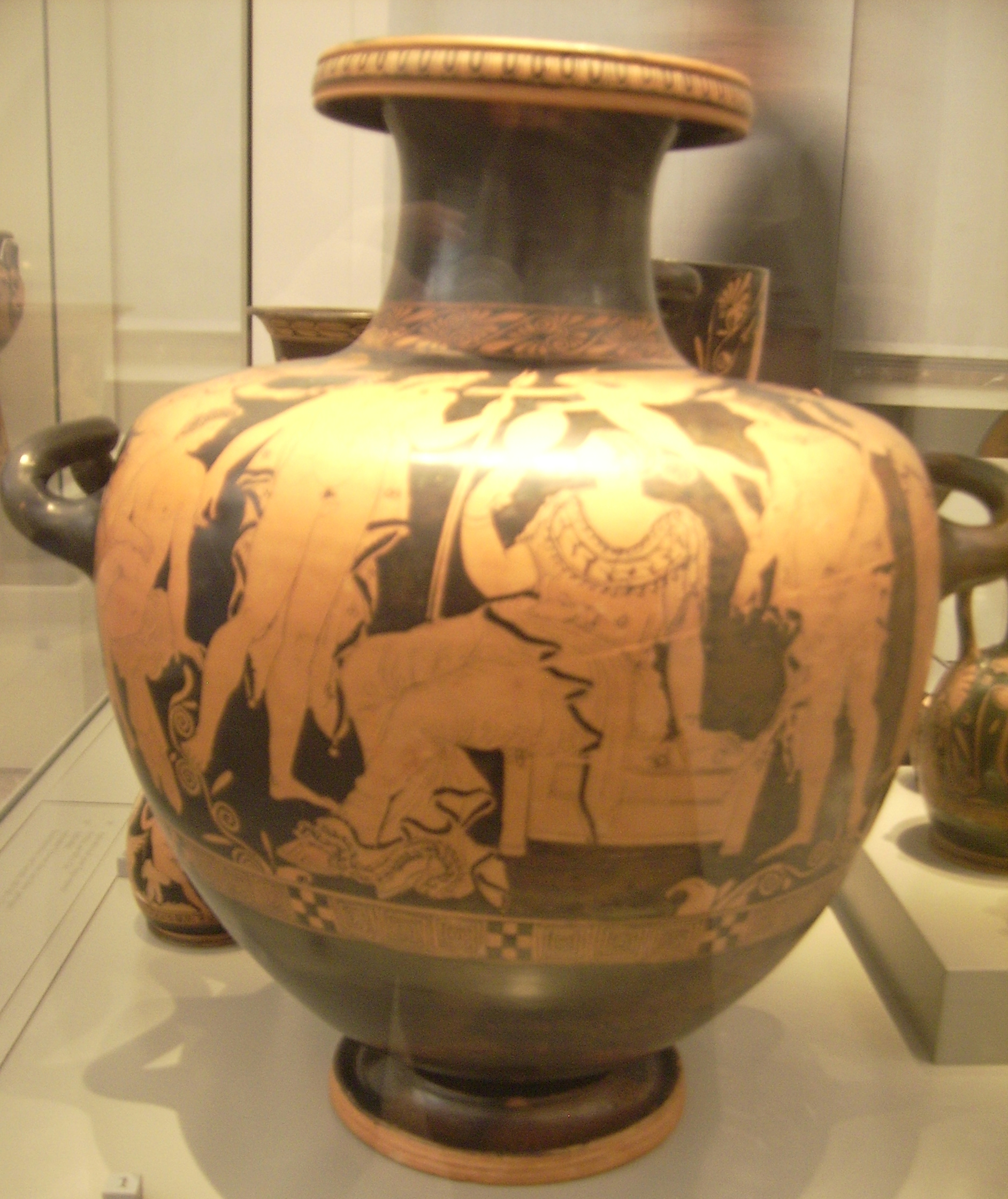
Paris und Helena als glückliches Paar, Hydria um 390 v. Chr.

Der Jenaer Maler (auch Jena-Maler oder Maler der Jenaer Schalen) war ein griechischer Vasenmaler, der um 400/390 v. Chr. in Athen tätig war. Er bemalte hauptsächlich Trinkschalen im attisch-rotfigurigen Stil.
Die stilistische und zeitliche Einordnung des Vasenmalers erfolgte erstmals durch den britischen Archäologen John D. Beazley. Den Notnamen The Jena Painter wählte Beazley, da sich ein großer Teil der erhaltenen Fragmente des Malers im Besitz der Universität Jena befindet. Von den 91 überkommenen Gefäßen des Jenaer Malers wurde der größte Teil 1892 in Athen auf dem Gebiet des antiken Töpferviertels Kerameikos entdeckt. Dieser außergewöhnliche Werkstattfund erlaubt eine Vielzahl von Rückschlüssen auf Betrieb und Funktionsweise einer Töpferwerkstatt im klassischen Athen. Darüber hinaus lassen sich aber auch viele Gefäße, die von Athen ins westliche Mittelmeer, etwa nach Etrurien und nach Nordafrika exportiert wurden, dem Jenaer Maler zuweisen.
Dem Jenaer Maler werden zwei Mitarbeiter zugeordnet, deren Arbeit mit Stil B und C bezeichnet werden. Dabei bemalte der Jenaer Maler zumeist die Innenbilder der Schalen und der Gehilfe im Stil B die Außenseite der Gefäße. Die Zeichnungen des zweiten Mitarbeiters (Stil C) finden sich dagegen auf Schalenskyphoi und fußlosen Schalen. Im Gegensatz zu den eher flüchtig ausgeführten Zeichnungen der Gehilfen hebt sich der Malstil des Jenaer Malers durch eine feine Linienführung und eine lebendige Bildgestaltung ab.
Zur Werkstatt des Jenaer Maler gehörten außerdem der Q-Maler und der Diomedes-Maler.